# Kamil Dębowski
Kamil Dębowski (ur. 21 czerwca 1995), znany także jako Errichto – polski programista sportowy i dydaktyk informatyki.
Autor i tester setek oryginalnych zadań na konkursach krajowych oraz międzynarodowych. Przewodniczący komitetu naukowego Olimpiady Informatycznej Krajów Europy Środkowej 2018, odbywającej się w Polsce oraz największego polskiego otwartego konkursu programistycznego Potyczki Algorytmiczne. 
Prowadzi dydaktyczny kanał Errichto na platformie YouTube. Autor wielu artykułów dotyczących programowania sportowego na platformie Codeforces. Do czerwca 2019 r. zajmował  pierwsze miejsce wśród kontrybutorów na tej platformie.

## Ważniejsze osiągnięcia w programowaniu sportowym
- brązowy medal i mistrzostwo Europy na Akademickich Mistrzostwach Świata w Programowaniu Zespołowym 2015 w drużynie z Markiem Sommerem i Błażejem Magnowskim, reprezentując Uniwersytet Warszawski[5][6]
- wicemistrz świata w konkursie Google Code Jam 2018[7]
- finalista konkursów Topcoder Open, Facebook Hacker Cup oraz Google Code Jam
- brązowy medalista Olimpiady Informatycznej[8]